# Udo Skladny

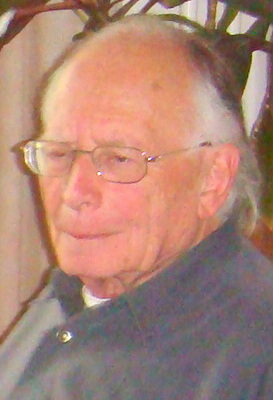
Udo Skladny, 2011

Frieder Udo Skladny (* 11. August 1931; † 31. Oktober 2023 in Berlin) war ein deutscher evangelischer Theologe, ehemaliger Leiter der Evangelischen Studentengemeinden (ESG) in Ost-Berlin und DDR-Rundfunkjournalist.

## Leben
Skladny studierte nach Erlangung seiner Hochschulreife in Greifswald Evangelische Theologie. Anschließend fertigte er 1959 eine Dissertation an zu einem Thema aus dem Fach Altes Testament und wurde zum Doktor der Theologie promoviert.
Von 1969 bis 1973 war er als Nachfolger von Klaus-Peter Hertzsch der Leiter der (Ost-)Berliner Geschäftsstelle der Evangelischen Studentengemeinden (ESG). Im Rahmen seiner anleitenden und koordinierenden Tätigkeit wollte er die Studentengemeinden für die Unterstützung der sozialistischen Entwicklung der DDR motivieren. 1970 legte er ein Thesenpapier vor, nach dem die Christen in der DDR zu einer klaren parteilichen Stellungnahme gezwungen seien, die zu einer grundsätzlichen Entscheidung für den Sozialismus führe. Skladny betonte aber, dass nicht die ESG als kirchliche Gruppierung, sondern nur der Christ als Person in den gesellschaftlichen Strukturen der DDR mitarbeiten könne und solle. Er wirkte auf eine Beendigung der Partnerschaft einzelner Gemeinden in der DDR mit westdeutschen Gemeinden hin, und es gelang ihm, einen Keil zwischen Geschäftsstelle und Gemeinden in der DDR zu treiben.
Mit Wirkung vom 1. September 1975 wurde Skladny auf eigenen Antrag aus dem Dienst der Evangelischen Landeskirche Greifswald entlassen. Er wurde Rundfunkjournalist beim staatlichen Auslandssender der DDR Radio Berlin International und wirkte anschließend als Mitarbeiter im Internationalen Stab der Christlichen Friedenskonferenz in Prag.
Skladny trat gegen eine Gleichberechtigung des Religionsunterrichts in den Schulen ein und plädierte für einen verbindlichen Ethikunterricht. 2008 gehörte er zu den Unterzeichnern eines Aufrufes „Christen für das gemeinsame Schulfach Ethik“. Für den „Humanistischen Verband Deutschlands“ moderierte er auch Gesprächsrunden in Rundfunksendungen als Radio von Senioren für Senioren im Offenen Kanal Berlin.
2010 unterschrieb er einen Offenen Unterstützerbrief an die EKD-Ratsvorsitzende Margot Käßmann, mit dem sie in ihrer ablehnenden Haltung zur deutschen Beteiligung am Afghanistan-Krieg bestärkt werden sollte.
Skladny pflegte als Hobby die Betreuung der „Biographies of People of the World on Stamps“ in einer internationalen Briefmarken-Vereinigung.
Udo Skladny war verheiratet mit Waldtraut Skladny.

## Schriften
- Die älteren Spruchsammlungen in Israel in ihrer Eigenart. Diss. theol. Greifswald 1959; als Buch:

Die ältesten Spruchsammlungen in Israel. Berlin: Evangelische Verlagsanstalt 1961: Lizenzausgabe Göttingen: Vandenhoeck & Ruprecht 1962